# موتور پمپ ناصر سلطانی شرکت ۲۷۰
موتور پمپ ناصر سلطانی شرکت ۲۷۰ یک منطقهٔ مسکونی در ایران است که در دهستان ارزوئیه واقع شده‌است. موتور پمپ ناصر سلطانی شرکت ۲۷۰ ۹ نفر جمعیت دارد.